# 萊克特勒馬克 (新澤西州)
萊克特勒馬克（英語：Lake Telemark）是位於美國新澤西州摩里斯縣的普查規定居民點。

## 人口
根據2020年美國人口普查的數據，萊克特勒馬克的面積為5.65平方千米，當中陸地面積為5.51平方千米，而水域面積為0.14平方千米。當地共有人口1172人，而人口密度為每平方千米207.43人。